# Apostasia nella Bibbia
Il termine apostasia denota sostanzialmente, nell'ambito giudaico-cristiano, la defezione dalla fede. 
Una defezione apostata può essere intellettuale (sulla base dell'adesione a filosofie differenti), oppure morale e spirituale, come Giuda che nel Nuovo Testamento tradisce il Gesù per lucro.
Le persecuzioni dei primi cristiani, nell'Impero Romano, forzarono molti di loro a rinnegare il discepolato cristiano, essi venivano indicati con il nome di lapsi. Essi manifestavano la loro apostasia, sotto costrizione, offrendo incenso ad una divinità pagana, oppure bestemmiando il nome di Cristo. L'imperatore romano Giuliano, fu detto "l'apostata"  dai cristiani dell'epoca ma impropriamente, perché non abiurò la fede ma cercò di reinstaurare il paganesimo poco dopo la sua salita sul trono.

## Descrizione
Nel greco classico il sostantivo è usato per indicare una defezione politica, e il verbo è evidentemente usato in questo senso negli Atti degli Apostoli 5:37, a proposito di Giuda il galileo che si “trasse dietro” (apèstese, forma di afìstemi) dai seguaci. La Septuaginta greca usa il termine in Genesi 14:4, riferito a una ribellione dello stesso genere. Ma nelle Sacre Scritture greche cristiane viene usato principalmente per defezione religiosa: allontanamento da una giusta causa, dall'adorazione e dal servizio a Dio, e quindi abbandono di quanto prima professato e totale diserzione dai princìpi religiosi o dalla fede. I capi religiosi di Gerusalemme accusarono Paolo di Tarso di tale apostasia contro la Legge mosaica.
Nel Nuovo Testamento, il termine "apostasia" [ἡ αποστασία] significa letteralmente "stare lontano da", un ritiro, una defezione, un tirarsi indietro, un venir meno da un impegno, da una fede, abbandonare il gruppo, l'organizzazione alla quale si appartiene. Questo termine è usato due volte nell'originale greco del Nuovo Testamento per esprimere l'abbandono di una fede, anche se non è spesso tradotto con il termine italiano "apostasia". 
Paolo è accusato falsamente di incoraggiare i Giudei ad abbandonare la loro fede: "Or sono stati informati a tuo riguardo che tu insegni a tutti i Giudei che vivono fra i gentili di distaccarsi da Mosè, dicendo di non circoncidere i figli e di non seguire più le usanze giudaiche" (Atti 21:21).
L'apostolo Paolo predice che, prima del futuro ritorno di Cristo, vi sarà un grande abbandono della fede cristiana: "Nessuno v'inganni in alcuna maniera, perché quel giorno non verrà se prima non sia venuta l'apostasia e prima che sia manifestato l'uomo del peccato, il figlio della perdizione" (2 Tessalonicesi 2:3). Ciò era già stato predetto da Cristo nel Vangelo secondo Matteo: "Allora molti si scandalizzeranno, si tradiranno e si odieranno l'un l'altro. E sorgeranno molti falsi profeti, e ne sedurranno molti. E perché l'iniquità sarà moltiplicata, l'amore di molti si raffredderà" (Matteo 24:10-12). Questa apostasia degli ultimi tempi implicherà cadere nell'inganno di dottrine false, insensibilità morale e allontanamento dai criteri etici posti da Dio nei testi sacri.
L'apostolo Giuda Taddeo ammonisce fortemente, nella sua epistola, sulle conseguenze di tale abbandono della fede, simile a quello che aveva interessato parte degli angeli di Dio: "...angeli che non conservarono il loro primiero stato ma che lasciarono la loro propria dimora" (Giuda 6), esortando i credenti alla fermezza, come pure fa Pietro: "Voi dunque, carissimi, conoscendo già queste cose, state in guardia per non venir meno nella vostra fermezza, portati via dall'errore degli empi" (2 Pietro 3:17).
A partire dal terzo secolo il termine viene utilizzato per indicare l'abbandono della fede cristiana per un'altra religione, in particolare il paganesimo.

## Cause dell'apostasia
Cause dell'apostasia sono indicate come:
- Paura della persecuzione: "Allora vi sottoporranno a supplizi e vi uccideranno; e sarete odiati da tutte le genti a causa del mio nome. Allora molti si scandalizzeranno, si tradiranno e si odieranno l'un l'altro" (Matteo 24:9,10).
- Prestare ascolto ad insegnamenti alieni ed ingannevoli: "E sorgeranno molti falsi profeti, e ne sedurranno molti" (Matteo 24:11).
- Tentazioni e prove a cui non si resiste: "Quelli sulla roccia sono coloro che, quando ascoltano, ricevono la parola con gioia; costoro però non hanno radice, credono per un certo tempo, ma al momento della prova, si tirano indietro" (Luca 8:13).
- Seguire lo spirito di questo mondo: "...e distoglieranno le orecchie dalla verità per rivolgersi alle favole" (2 Timoteo 4:4).
- Conoscenza difettosa di Cristo: "Sono usciti di mezzo a noi, ma non erano dei nostri perché, se fossero stati dei nostri, sarebbero rimasti con noi; ma ciò è accaduto perché fosse palesato che non tutti sono dei nostri" (1 Giovanni 2:19).
- Cadute morali: "Quelli infatti che sono stati una volta illuminati, hanno gustato il dono celeste, sono stati fatti partecipi dello Spirito Santo e hanno gustato la buona parola di Dio e le potenze del mondo a venire, se cadono, è impossibile riportarli un'altra volta al ravvedimento, poiché per conto loro crocifiggono nuovamente il Figlio di Dio e lo espongono a infamia" (Ebrei 6:4-6).
- Abbandono del culto pubblico e della spiritualità: "...non abbandonando il radunarsi assieme di noi come alcuni hanno l'abitudine di fare, ma esortandoci a vicenda, tanto più che vedete approssimarsi il giorno. Infatti, se noi pecchiamo volontariamente dopo aver ricevuto la conoscenza della verità, non rimane più alcun sacrificio per i peccati, ma soltanto una spaventosa attesa di giudizio e un ardore di fuoco che divorerà gli avversari. Chiunque trasgredisce la legge di Mosè muore senza misericordia sulla parola di due o tre testimoni. Quale peggiore castigo pensate voi merita colui che ha calpestato il Figlio di Dio e ha considerato profano il sangue del patto col quale è stato santificato, e ha oltraggiato lo Spirito della grazia? Noi infatti conosciamo colui che ha detto: «A me appartiene la vendetta, io darò la retribuzione», dice il Signore. E altrove: «Il Signore giudicherà il suo popolo». È cosa spaventevole cadere nelle mani del Dio vivente" (Ebrei 10:25-31).
- Incredulità "State attenti, fratelli, che talora non vi sia in alcuno di voi un malvagio cuore incredulo, che si allontani dal Dio vivente" (Ebrei 3:12).

## Esempi biblici
Esempi biblici di apostasia sono:
- Saul: "Io mi pento di aver costituito Saul re, perché si è allontanato da me e non ha eseguito i miei ordini». Samuele ne fu rattristato e gridò all'Eterno tutta la notte" (1 Samuele 15:11).
- Amatsiah: "Dopo essere tornato dalla strage degli Edomiti, Amatsiah, si fece portare gli dèi dei figli di Seir, li stabilì come suoi dèi, si prostrò davanti a loro e offerse loro incenso ... Dopo che Amatsiah si era allontanato dall'Eterno, fu ordita contro di lui una congiura a Gerusalemme; egli fuggì a Lakish, ma lo fecero inseguire fino a Lakish e là lo uccisero" (2 Cronache 25:14,27).
- Molti discepoli: " Da quel momento molti dei suoi discepoli si tirarono indietro e non andavano più con lui" (Giovanni 6:66).
- Imeneo e Alessandro: "avendo fede e buona coscienza, poiché alcuni, avendola rigettata, hanno fatto naufragio nella fede. Tra questi vi sono Imeneo e Alessandro, che io ho dato in mano di Satana, perché imparino a non bestemmiare"  (1 Timoteo 1:19,20).
- Dema: "...perché Dema mi ha lasciato, avendo amato il mondo presente, e se n'è andato a Tessalonica"  (2 Timoteo 4:10).
- Altre illustrazioni: "uomini perversi sono usciti di mezzo a te e hanno sedotto gli abitanti della loro città dicendo: "Andiamo a servire altri dèi", che voi non avete mai conosciuto" Deuteronomio 13:13; "Stenderò la mia mano contro Giuda e contro tutti gli abitanti di Gerusalemme, e sterminerò da questo luogo i resti di Baal, il nome dei sacerdoti idolatri assieme ai sacerdoti, quelli che si prostrano sui terrazzi davanti all'esercito del cielo, quelli che si prostrano giurando all'Eterno, ma giurando anche a Malkam, quelli che si allontanano dall'Eterno e quelli che non cercano l'Eterno e non lo consultano" Sofonia 1:4-6; "Voi, che cercate di essere giustificati mediante la legge, vi siete separati da Cristo; siete scaduti dalla grazia"; Galati 5:4; "Quelli infatti che sono fuggiti dalle contaminazioni del mondo per mezzo della conoscenza del Signore e Salvatore Gesù Cristo, se sono da queste di nuovo avviluppati e vinti, la loro ultima condizione è peggiore della prima. Poiché sarebbe stato meglio per loro non aver conosciuto la via della giustizia, anziché, dopo averla conosciuta, voltar le spalle al santo comandamento che era stato loro dato" 2 Pietro 2:20,21.

## Un peccato ricorrente
Abbandonare JHWH era un peccato ricorrente del popolo eletto, particolarmente influenzato dagli usi e dei costumi del paganesimo. È una tendenza che appare molto presto nella sua storia, come si riscontra dagli abbondanti ammonimenti e proibizioni delle leggi di Mosè (Esodo 20:3,4,23; Deuteronomio 6:14; 11:6).

## Le conseguenze
Le temibili conseguenze dell'apostasia religiosa e morale appaiono nelle maledizioni pronunciate contro questo peccato, sul Monte Ebal, dai rappresentanti di sei tribù di Israele scelte da Mosè (Deuteronomio 27:13-26; 28:15-68). 
Tanto ribelle è il cuore di Israele, persino nei primi anni dopo la sua liberazione dall'Egitto, che Giosuè trova necessario far rinnovare solennemente la fedeltà della nazione a Yahweh ed al suo patto, prima di entrare nella terra promessa (Giosuè 24:1-28). L'infedeltà al patto pregiudica le prospettive di Israele al tempo dei Giudici (Giudici 2:11-15; 10:6; 10:10,13; 1 Samuele 12:10).
È fonte di mali innumerevoli, sociali e morali, dai giorni di Salomone a quelli dell'esilio. Molti re del tempo del regno diviso apostatano dalla fede, conducendo il popolo, come nel caso di Geroboamo, a grossolane forme di idolatria ed immoralità (2 Re 14:22-24; 2 Cronache 12:1). Esempi ne sono: Geroboamo (1 Re 12:28-32); Acab (1 Re 16:30-33), Acazia (1 Re 22:51-53), Joram (2 Cronache 21:6, 10; 12-15); Acaz (2 Cronache 28:1-4); Manasse (2 Cronache 33:1-9); Amen (2 Cronache 33:22).
La profezia sorge come un'energica e divina protesta contro questa tendenza storica di defezionare dalla religione di Jahweh.
Coloro che sono preoccupati per l'apostasia dovrebbero riconoscere che la loro consapevolezza che si tratta di peccato è in sé la prova che non sono decaduti dalla fede. Il desiderio della salvezza mostra che non si ha "un malvagio cuore incredulo": "State attenti, fratelli, che talora non vi sia in alcuno di voi un malvagio cuore incredulo, che si allontani dal Dio vivente" (Ebrei 3:12).

## Implicazioni teologiche
Le implicazioni del concetto di apostasia sono state dibattute molto. Il dibattito spesso si è incentrato sul rapporto fra apostasia e salvezza. Sulla base del concetto della grazia sovrana di Dio che salva i Suoi eletti (Predestinazione) senza possibilità che essi decadano dalla fede, alcuni sostengono che i veri credenti possono allontanarsi per diversi motivi e per un certo tempo dalla fede, senza, per questo, però, perdere la loro salvezza, perché prima o poi se ne ravvedono e vi ritornano. 
Altri affermano che quei credenti che apostatano dalla fede, in realtà non erano veri credenti. Potevano "credere" per un certo tempo, ma senza aver mai davvero fatto esperienza di rigenerazione. Altri ancora sostengono che gli ammonimenti biblici contro l'apostasia sottendono un reale pericolo in questo senso e che i credenti abbiano la libertà, almeno potenzialmente, di respingere la salvezza donata loro dal Signore.